# Hopes and Fears
Hopes and Fears è il primo album in studio del gruppo musicale britannico Keane, pubblicato il 10 maggio 2004 dalla Island Records.

## Descrizione
L'album è stato registrato in un periodo di due mesi presso gli Helioscentric Studios di proprietà di Chris Difford (frontman degli Squeeze). Durante le tre sessioni di registrazione il trio ha inciso il materiale in presa diretta sotto la supervisione di Andy Green, che ha fatto prevalentemente uso di un registratore a nastro piuttosto che Pro Tools (impiegato unicamente come base di partenza per le varie demo preparate prima di recarsi in studio), arrivando a registrare più volte gran parte delle parti vocali di Tom Chaplin e del pianoforte Yamaha CP-70 di Tim Rice-Oxley. Quest'ultimo si è inoltre servito di un pianoforte acustico, un basso elettrico e vari sintetizzatori al fine di escludere qualsiasi utilizzo di strumenti ad arco o di chitarre.
Dei circa venti brani registrati solo dodici sono stati inseriti nella lista tracce finale. Alcuni di questi sono stati composti durante i primi anni di carriera del gruppo: una prima versione di She Has No Time era stata inserita come b-side del secondo singolo del gruppo, Wolf at the Door, mentre le prime versioni di Everybody's Changing e This Is the Last Time sono state pubblicate come singoli stand-alone nel corso del 2003, quando il trio era sotto contratto con la Fierce Panda.
Il titolo dell'album deriva da una strofa presente in Snowed Under (brano inserito come b-side di Somewhere Only We Know), mentre la copertina presenta una serie di martelletti di pianoforte che circondano il titolo dell'album e il nome del gruppo su uno sfondo totalmente verde scuro. Altre edizioni commercializzate nel mondo presentano sfondi colorati diversamente: nero per l'Europea, bianco per gli Stati Uniti d'America e blu per il Giappone. L'edizione britannica contiene inoltre il brano On a Day Like Today (pubblicato digitalmente negli Stati Uniti nell'agosto 2004) mentre quella giapponese Allemande.

## Promozione
Hopes and Fears è stato pubblicato nel maggio 2004, anticipato dai singoli Somewhere Only We Know e Everybody's Changing, entrambi di grande successo commerciale. Il disco ha raggiunto subito la testa della Official Albums Chart, diventando il secondo album britannico più venduto del 2004, dietro all'omonimo album degli Scissor Sisters. L'album ritornò nelle posizioni alte delle classifiche internazionali dopo aver vinto la categoria "Best Album" ai BRIT Awards 2005. Hopes and Fears inoltre è stato certificato nove volte disco di platino dalla BPI per le oltre 2,7 milioni di copie vendute nel Regno Unito, grazie al quale si classificò all'11º posto tra gli album più venduti nel Regno Unito negli anni duemila.
Il 24 settembre 2009 i Keane annunciarono la pubblicazione di un'edizione speciale dell'album, pubblicata il 9 novembre. Questa versione è costituita da un doppio CD contenente, oltre alla lista tracce originale, anche i primi singoli autoprodotti (Call Me What You Like e Wolf at the Door) e quelli pubblicati con la Fierce Panda Records (Everybody's Changing e This Is the Last Time), oltre anche al brano inedito Into the Light e registrazioni dal vivo in vari concerti.

## Accoglienza
Hopes and Fears ricevette in generale recensioni positive dalla critica specializzata, con Metacritic che indica un punteggio di 61 su 100 basata su 18 recensioni, che equivale un'accoglienza «generalmente favorevole».
Playlouder elogiò il disco, definendolo «uno dei migliori album dell'anno che necessita di essere ascoltato», mentre la rivista Q diede a Hopes and Fears 4 stelle su 5 affermando che «trattandosi di un album di debutto, la sua fiducia è proprio lì come [l'album degli Oasis] Definitely Maybe». AllMusic, assegnando 3,5/5 all'album, apprezzò il «flirt emotivo e bello della strumentazione», le «ricche parti vocali» di Tom Chaplin e le «ambizioni a cuore aperto [del gruppo] udibili in ogni brano», mentre Rolling Stone disse che l'album «contiene maggiori agganci rispetto ad altri molti gruppi pop sulle scene musicali da anni».
Con un voto di 3 stelle su 5, The Guardian criticò la prima parte dell'album per «l'eccessivo affidamento alla messa in mostra della voce di Chaplin» e per la «semplicità dei testi affinché possano passare facilmente nelle radio», mentre elogiò Can't Stop Now come «un'epica canzone pop da svenimento» e «la forte espansione di basso e di batteria» di Untitled 1. Drowned in Sound diede all'album 5 stelle su 10, accusando i Keane di imitare eccessivamente i Coldplay (specificamente confrontando Your Eyes Open e On a Day Like Today rispettivamente con Daylight e Politik, entrambi tratti da A Rush of Blood to the Head) e criticando l'immaturità dei testi. Tuttavia elogiò il singolo di lancio Somewhere Only We Know.

## Tracce
Testi e musiche di Tim Rice-Oxley, Tom Chaplin e Richard Hughes, eccetto dove indicato.

### Edizione britannica
1. Somewhere Only We Know – 3:57
2. Bend and Break – 3:40
3. We Might as Well Be Strangers – 3:12
4. Everybody's Changing – 3:35
5. Your Eyes Open – 3:22
6. She Has No Time – 5:45 (Tim Rice-Oxley, Tom Chaplin, Richard Hughes, James Sanger)
7. Can't Stop Now – 3:38
8. Sunshine – 4:12 (Tim Rice-Oxley, Tom Chaplin, Richard Hughes, James Sanger)
9. This Is the Last Time – 3:28 (Tim Rice-Oxley, Tom Chaplin, Richard Hughes, James Sanger)
10. On a Day Like Today – 5:26
11. Untitled 1 – 5:36
12. Bedshaped – 4:38 (Tim Rice-Oxley, Tom Chaplin, Richard Hughes, James Sanger)

Tracce bonus nell'edizione giapponese
1. Snowed Under – 3:48
2. Allemande – 4:23
3. Somewhere Only We Know (Video) – 3:58

### Edizione internazionale e statunitense
1. Somewhere Only We Know – 3:57
2. This Is the Last Time – 3:28 (Tim Rice-Oxley, Tom Chaplin, Richard Hughes, James Sanger)
3. Bend and Break – 3:40
4. We Might as Well Be Strangers – 3:12
5. Everybody's Changing – 3:35
6. Your Eyes Open – 3:22
7. She Has No Time – 5:45 (Tim Rice-Oxley, Tom Chaplin, Richard Hughes, James Sanger)
8. Can't Stop Now – 3:38
9. Sunshine – 4:12 (Tim Rice-Oxley, Tom Chaplin, Richard Hughes, James Sanger)
10. Untitled 1 – 5:36
11. Bedshaped – 4:38 (Tim Rice-Oxley, Tom Chaplin, Richard Hughes, James Sanger)

CD bonus (Europa)
1. Somewhere Only We Know (Live) – 4:11
2. We Might as Well Be Strangers (Live) – 3:18
3. Allemande (Live) – 5:06
4. This Is the Last Time (Acoustic) – 3:27 (Tim Rice-Oxley, Tom Chaplin, Richard Hughes, James Sanger)
5. Everybody's Changing (Live) – 3:48
6. Bedshaped (Live) – 4:49 (Tim Rice-Oxley, Tom Chaplin, Richard Hughes, James Sanger)

Contenuto bonus nell'edizione speciale (Malesia, Singapore)
- CD

1. Snowed Under – 3:48
2. We Might as Well Be Strangers (DJ Shadow Remix) – 3:37

- DVD

1. Somewhere Only We Know (Int'l Version) – 3:58
2. Somewhere Only We Know (US Version)
3. Everybody's Changing – 3:37
4. Bedshaped – 4:41 (Tim Rice-Oxley, Tom Chaplin, Richard Hughes, James Sanger)
5. This Is the Last Time – 3:27 (Tim Rice-Oxley, Tom Chaplin, Richard Hughes, James Sanger)

DVD bonus nell'edizione DualDisc (Stati Uniti)
1. All Songs in Surround Sound and Stereo – 45:03

- Music Videos in Surround Sound:

1. Somewhere Only We Know
2. This Is the Last Time (Independent UK Promo Version) – 3:27 (Tim Rice-Oxley, Tom Chaplin, Richard Hughes, James Sanger)
3. Bedshaped – 4:41 (Tim Rice-Oxley, Tom Chaplin, Richard Hughes, James Sanger)
4. Somewhere Only We Know (UK Version) – 3:58

### Edizione deluxe (2009)
CD 1
1. Somewhere Only We Know – 3:57
2. Bend and Break – 3:40
3. We Might as Well Be Strangers – 3:12
4. Everybody's Changing – 3:35
5. Your Eyes Open – 3:22
6. She Has No Time – 5:45 (Tim Rice-Oxley, Tom Chaplin, Richard Hughes, James Sanger)
7. Can't Stop Now – 3:38
8. Sunshine – 4:12 (Tim Rice-Oxley, Tom Chaplin, Richard Hughes, James Sanger)
9. This Is the Last Time – 3:28 (Tim Rice-Oxley, Tom Chaplin, Richard Hughes, James Sanger)
10. On a Day Like Today – 5:26
11. Untitled 1 – 5:36
12. Bedshaped – 4:38 (Tim Rice-Oxley, Tom Chaplin, Richard Hughes, James Sanger)
13. Somewhere Only We Know (Lamacq Live) – 3:49
14. Bedshaped (Lamacq Live) – 4:04 (Tim Rice-Oxley, Tom Chaplin, Richard Hughes, James Sanger)
15. Bend and Break (Lamacq Live) – 3:45
16. We Might as Well Be Strangers (Lamacq Live) – 3:17
17. This Is the Last Time (Jo Whiley Live Lounge) – 3:35
18. With or Without You (Jo Whiley Live Lounge) – 3:30 – originariamente interpretata dagli U2
19. A Heart to Hold You (Jo Whiley Live Lounge) – 3:57

CD 2
1. Snowed Under (B-side) – 3:48
2. We Might as Well Be Strangers (DJ Shadow Remix) – 3:37
3. Into the Light Demo (Unreleased) – 3:17
4. Call Me What You Like Demo (Zoomorphic Single 1) – 5:18
5. Closer Now (Zoomorphic Single 1) – 4:57
6. Rubbernecking (Zoomorphic Single 1) – 5:58
7. Wolf at the Door (Zoomorphic Single 2) – 4:17
8. She Has No Time Demo (Zoomorphic Single 2) – 4:58 (Tim Rice-Oxley, Tom Chaplin, Richard Hughes, James Sanger)
9. Call Me What You Like (Zoomorphic Single 2) – 3:30
10. Everybody's Changing (Fierce Panda Single 1) – 3:33
11. The Way You Want It (Fierce Panda Single 1) – 3:16
12. This Is the Last Time Demo (Fierce Panda Single 2) – 3:27 (Tim Rice-Oxley, Tom Chaplin, Richard Hughes, James Sanger)
13. Bedshaped Demo (Fierce Panda Single 2) – 4:38 (Tim Rice-Oxley, Tom Chaplin, Richard Hughes, James Sanger)
14. Allemande (Fierce Panda Single 2) – 4:23

- Live EP - Released 5th May 2005

1. Somewhere Only We Know (Live) – 4:09
2. We Might as Well Be Strangers (Live) – 3:20
3. This Is the Last Time (Live) – 3:27 (Tim Rice-Oxley, Tom Chaplin, Richard Hughes, James Sanger)
4. Everybody's Changing (Live) – 3:51

### Hopes and Fears 20
CD 2
1. Snowed Under – 3:50
2. Fly to Me – 5:33
3. Something in Me Was Dying – 4:46
4. She Opens Her Eyes – 4:27
5. To the End of the Earth – 3:35
6. The Way You Want It – 3:17
7. Allemande – 4:23
8. Walnut Tree – 3:40
9. Love Actually – 4:30
10. Wonderful River – 3:42
11. More Matey – 3:19
12. Get Away from Yourself – 4:18

CD 3
1. Somewhere Only We Know (Tim Demo/September 2002) – 4:52
2. Somewhere Only We Know (Demo/December 2002) – 4:15
3. Bend and Break (Demo/April 2002) – 4:37
4. We Might as Well Be Strangers (Tim Demo/September 2003) – 3:15
5. Everybody's Changing (Demo/July 2002) – 3:27
6. Your Eyes Open (Demo/April 2002) – 3:49
7. She Has No Time (Demo/October 2002) – 5:28
8. Can't Stop Now (Demo/January 2003) – 3:42
9. Sunshine (Demo/February 2002) – 5:04
10. This Is the Last Time (Demo/May 2002) – 4:50
11. On a Day Like Today (Tim Demo/September 2003) – 6:23
12. Untitled 1 (Tim Demo/May 2002) – 4:38
13. Bedshaped (Demo/October 2002) – 4:38

## Formazione
Hanno partecipato alle registrazioni, secondo le note di copertina:
Gruppo
- Tom Chaplin – voce, programmazione (tracce 6, 8, 9 e 12)
- Tim Rice-Oxley – pianoforte, tastiera, basso, programmazione (tracce 6, 8, 9 e 12), voce (traccia 8)[30]
- Richard Hughes – batteria, programmazione (tracce 6, 8, 9 e 12)

Altri musicisti
- James Sanger – programmazione (tracce 6, 8, 9 e 12)

Produzione
- Andy Green – produzione, ingegneria del suono, programmazione Pro Tools
- Keane – produzione
- Mark "Spike" Stent – missaggio
- David Treahern – assistenza al missaggio
- Rob Haggett – assistenza secondaria al missaggio
- Ted Jensen – mastering
- James Sanger – produzione (tracce 6, 8, 9 e 12)

## Classifiche
| Classifica (2004) | Posizione massima |
| ----------------- | ----------------- |
| Australia         | 42                |
| Austria           | 18                |
| Belgio (Fiandre)  | 10                |
| Belgio (Vallonia) | 5                 |
| Danimarca         | 20                |
| Finlandia         | 23                |
| Francia           | 5                 |
| Germania          | 30                |
| Irlanda           | 3                 |
| Italia            | 14                |
| Norvegia          | 2                 |
| Nuova Zelanda     | 11                |
| Paesi Bassi       | 3                 |
| Portogallo        | 1                 |
| Regno Unito       | 1                 |
| Spagna            | 8                 |
| Stati Uniti       | 45                |
| Svezia            | 10                |
| Svizzera          | 22                |